# Юзель (кантон)
Юзе́ль (фр. Uzel) — упраздненный кантон во Франции, в регионе Бретань, департамент Кот-д’Армор. Входил в состав округа Сен-Бриё.
Код INSEE кантона — 2248. Всего в кантон Юзель входило 7 коммун, из них главной коммуной являлась Юзель.

## Коммуны кантона
| Коммуна    | Население, чел. (1999) | Почтовый индекс | Код INSEE |
| ---------- | ---------------------- | --------------- | --------- |
| Аллинёк    | 497                    | 22460           | 22001     |
| Грас-Юзель | 401                    | 22460           | 22068     |
| Ле-Кильо   | 554                    | 22460           | 22260     |
| Мерлеак    | 509                    | 22460           | 22149     |
| Сен-Тело   | 444                    | 22460           | 22330     |
| Сен-Эрве   | 397                    | 22460           | 22300     |
| Юзель      | 897                    | 22460           | 22384     |

## Население
Население кантона на 2006 год составляло 3 764 человека.
| 1962 | 1968 | 1975 | 1982 | 1990 | 1999  | 2006  | 2007 |
| ---- | ---- | ---- | ---- | ---- | ----- | ----- | ---- |
| -    | -    | -    | -    | -    | 3 699 | 3 764 | -    |